# Панасюк Микола Іванович (художник)
Мико́ла Іва́нович Панасю́к (* 22 вересня 1948, Олексіївка Олександрійського району Кіровоградської області, нині село знято з обліку) — український графік. Член Національної спілки художників України від 2003 року.

## Біографія
Микола Іванович Панасюк народився 22 вересня 1948 року в селі Олексіївка Олександрійського району Кіровоградської області в сім'ї Івана Леонідовича та Катерини Сергіївни Панасюків. У селі була початкова школа, де Микола навчався з першого до третього класу. Оскільки село визнали неперспективним, люди стали виїжджати, кидати хати. 1955 року Панасюки залишили Олексіївку й поселилися в сусідньому селі Добронадіївка. Тут Микола продовжив навчання в місцевій середній школі.
1964 року, закінчивши дев'ятий клас, Микола вступив до технічного училища в Олександрії. Закінчивши його з відзнакою, здобув фах тесляра. За направленням поїхав на роботу в Дніпропетровськ, де працюв не теслярем, а учнем столяра. Місто Панасюку не сподобалося. Йому вдалося добитися відкріплення та повернутися в Олександрію. Там він від військкомату закінчив курси шоферів.
В Олександрії Микола Панасюк познайомився з Володимиром Шевченком, який працював рекламістом у рекламному цеху при кінотеатрах міста. Той узяв до себе юнака як учня, навчив його малювати рекламу. Микола пропрацював у рекламному цеху до 1966 року, коли його призвали до армії.
Панасюк служив у молдавському місті Дубоссари — сюди направили 50 юнаків, набраних в Олександрії. На призов 1966 року випав перехід із трирічного на дворічний термін служби. Оскільки Панасюк виявився єдиним, хто вміє малювати, то його відповідним наказом оформили на роботу в клуб військової частини. Тут він не тільки малював усе необхідне для потреб військової частини, але й прокручував по радіо пісні, прибирав у клубі, підміняв бібліотекаря, носив пошту, демонстрував кіно.
1968 року, повернувшись в Олександрію, Микола Панасюк освоїв ще одну професію — пожежного.
У 1970—1974 роках навчався в Одеському художньому училищі. Закінчивши навчання, за направленням поїхав на Закарпаття. Тут працював учителем малювання та креслення в двох школах у селищі міського типу Дубове Тячівського району. А оскільки трохи грав на гармошці, то Миколі Івановичу доручили викладати ще й співи.
Ще під час навчання в Одеському училищі зав'язалася дружба між студентами Миколою Панасюком і Володимиром Павло́вичем. Володимир Назарович настійливо запрошував Миколу Івановича до Старокостянтинова — працювати у місцевій дитячій художній школі. 1976 року Панасюк, відпрацювавши два роки на Закарпатті, переїхав на Поділля. Серед його старокостянтинівських учнів — сучасний російський живописець Василь Братанюк.
У Старокостянтинові в Миколи Панасюка зав'язалася ще одна творча дружба — з подільським поетом Миколою Клецом.
Закінчив факультет станкової графіки Харківського художньо-промислового інституту (1981—1986).
Восени 2000 року Микола Панасюк переїхав у Кам'янець-Подільський. 23 червня 2006 року у виставковому залі на Соборній відкрилася персональна виставка станкової графіки, живопису та офорту.